# Prix SASTRA Ramanujan
Pour les articles homonymes, voir Ramanujan.
Ne doit pas être confondu avec Prix ICTP Ramanujan.
Le Prix SASTRA Ramanujan est une distinction mathématique fondée en 2005 par la Shanmugha Arts, Science, Technology & Research Academy (SASTRA) de l'université de Kumbakonam en Inde, ville natale du mathématicien Srinivasa Ramanujan. Il est décerné chaque année à un jeune mathématicien  remarqué pour ses recherches dans les champs d'intérêt de Ramanujan : fractions continues, séries, théorie des nombres. La limite d'âge pour le prix a été fixée à 32 ans (âge auquel Ramanujan est mort) et le prix est de 10 000 $.

## Lauréats
- 2005 : Manjul Bhargava (Université de Princeton) et Kannan Soundararajan (Université du Michigan)
- 2006 : Terence Tao (Université de Californie à Los Angeles)
- 2007 : Ben Green (Université de Cambridge)
- 2008 : Akshay Venkatesh (Université Stanford)
- 2009 : Kathrin Bringmann (Université de Cologne,Université du Minnesota)
- 2010 : Wei Zhang (Université Harvard)
- 2011 : Roman Holowinsky (en) [1] (Université d'État de l'Ohio)
- 2012 : Zhiwei Yun [2] (Université Stanford)
- 2013 : Peter Scholze [3] (université de Bonn)
- 2014 : James Maynard [4] (Université d'Oxford, en Angleterre, et Université de Montréal, Canada)
- 2015 : Jacob Tsimerman [5] (Université de Toronto, Canada)
- 2016 : Kaisa Matomäki (Université de Turku) et Maksym Radziwill (Université McGill)
- 2017 : Maryna Viazovska [6] (École polytechnique fédérale de Lausanne, Suisse)
- 2018 : Yifeng Liu (en) (Université Yale) et Jack Thorne (Université de Cambridge)[7]
- 2019 : Adam Harper [8](Université de Warwick)
- 2020 : Shai Evra (en)[9] (Université Princeton et Université hébraïque de Jérusalem)
- 2021 : Will Sawin[10] (Université Columbia)
- 2022 : Yunqing Tang (en)[11] (Université de Californie, Berkeley).